# هنري بين
هنري بين (بالإنجليزية: Henry Bean)‏ هو كاتب وكاتب سيناريو ومنتج أفلام وروائي ومنتج تلفزيوني ومخرج وممثل أمريكي، ولد في 3 أغسطس 1945 بفيلادلفيا في الولايات المتحدة. من الجوائز التي نالها Golden Raspberry Award for Worst Screenplay ‏ سنة 2006 وGotham Independent Film Award for Breakthrough Director ‏ سنة 2001.

## أعمال

### أفلام
- (1990) شؤون داخلية[10]
- (2001) المؤمن

## جوائز وترشيحات
جوائز
- Golden Raspberry Award for Worst Screenplay [الإنجليزية]‏ (2006)
- Gotham Independent Film Award for Breakthrough Director [الإنجليزية]‏، عن عمل: المؤمن (2001)

ترشيحات
- جائزة الروح المستقلة لأفضل أول فيلم، عن عمل: المؤمن (2002)
- جائزة الروح المستقلة لأفضل سيناريو [الإنجليزية]‏، عن عمل: المؤمن (2002)
- جائزة الفيلم الأوروبي لأفضل فيلم غير أوروبي [الإنجليزية]‏، عن عمل: المؤمن (2001)

## وصلات خارجية
- هنري بين على موقع IMDb (الإنجليزية)
- هنري بين على موقع ألو سيني (الفرنسية)
- هنري بين على موقع أول موفي (الإنجليزية)
- هنري بين على موقع قاعدة بيانات الأفلام السويدية (السويدية)
- هنري بين على موقع قاعدة بيانات الفيلم (الإنجليزية)
- هنري بين على موقع كينوبويسك (الروسية)